# هنهال
هنهال (به انگلیسی: Henhull) یک روستا و محله مدنی در بریتانیا است که در چشر شرقی واقع شده‌است. هنهال ۷۱ نفر جمعیت دارد.